# Oswaldo Sánchez
Oswaldo Javier Sánchez Ibarra (ur. 21 września 1973 w Guadalajarze) – piłkarz meksykański grający na pozycji bramkarza.

## Kariera klubowa
Sánchez pochodzi z Guadalajary. Jest wychowankiem tamtejszego klubu Atlas. 30 października 1993 roku zadebiutował w lidze meksykańskiej w zremisowanym 1:1 meczu z CD Veracruz. Już w sezonie 1994/1995 Oswaldo stał się pierwszym bramkarzem Atlasu, jednak zespół spisywał się poniżej oczekiwań, a w 1996 roku odpadł z ćwierćfinałów play-off.
Latem 1996 Sánchez przeszedł do jednego z najbardziej utytułowanych klubów w kraju, stołecznego Club América. W zespole prowadzonym przez Ricardo Lavolpe stał się podstawowym zawodnikiem. Jednak w sezonie 1996/1997 América spisała się słabo nie awansowała do play-off, a do tego doznała druzgocącej porażki 0:5 w meksykańskich derbach El Classico z Chivas Guadalajara. W drugiej połowie sezonu Sánchez usiadł na ławce ustępując miejsca Hugo Pinedzie, ale już w następnym ponownie wrócił do bramki Amériki. W fazie Verano dotarł do półfinałów play-off, ale w Apertura zespół nie wyszedł z grupy. W drużynie „Orłów” Oswaldo występował także w sezonie 1998/1999, ale znów nie osiągnęli oni sukcesu w lidze.
Latem 1999 Sánchez zmienił barwy klubowe i został zawodnikiem Chivas Guadalajara. Miał tam pewne miejsce w wyjściowej jedenastce i szybko stał się ulubieńcem fanów, a niedługo potem kapitanem zespołu. Od początku kariery w tym klubie pomógł mu w siedmiu awansach do fazy play-off i sztuka ta nie udała się jedynie trzykrotnie. Podczas kariery w Chivas Sánchez pracował z dziesięcioma różnymi szkoleniowcami. Najbardziej pamiętnym sezonem podczas pobytu w tym klubie, była faza Clausura 2004, kiedy to dobrą postawą w bramce doprowadził drużynę do finału, jednak zespół przegrał w nim, a mistrzem został UNAM Pumas dzięki wygraniu serii rzutów karnych w decydującym o mistrzostwie spotkaniu. Swoje jedyne, jak do tej pory, mistrzostwo zdobył w 2006 roku w fazie Apertura – Chivas okazało się wówczas lepsze od Deportivo Toluca. W Chivas Sánchez wystąpił łącznie w 245 spotkaniach ligowych.
Na początku 2007 roku przed rozpoczęciem Clausura Sánchez podpisał kontrakt z drużyną Santos Laguna Torreón. W sezonie doprowadził zespół do ćwierćfinału play-off.
W swojej karierze Oswaldo wielokrotnie był laureatem nagród. Trzykrotnie zostawał Najlepszym Bramkarzem Primera División (Apertura 2002, Clausura 2003, Apertura 2005), a jeden raz Najlepszym Piłkarzem Primera División (Apertura 2005).

## Kariera reprezentacyjna
W reprezentacji Meksyku Sánchez zadebiutował 8 czerwca 1996 roku w wygranym 1:0 meczu z Boliwią. W tym samym roku był w kadrze na Złotym Pucharze CONCACAF 1996, który Meksyk wygrał.
W 1998 roku Sánchez został powołany do kadry na Mistrzostwa Świata we Francji, na których przegrał rywalizację z Jorge Camposem i nie zagrał w żadnym spotkaniu. Podobnie było w 2002 roku na Mistrzostwach Świata 2002, ale tam pierwszym bramkarzem był z kolei Óscar Pérez.
W 2006 roku Sánchez zaliczył swój trzeci Mundial. Na boiskach Niemiec był już podstawowym golkiperem i wystąpił najpierw we wszystkich trzech grupowych spotkaniach (wygranym 3:1 z Iranem, zremisowanym 0:0 z Angolą oraz przegranym 1:2 z Portugalią), a także w 1/8 finału z Argentyną (1:2 po dogrywce).
W swojej karierze Sánchez ma za sobą udział także w takich turniejach jak: Puchar Konfederacji 1997 (faza grupowa), Puchar Konfederacji 2001 (faza grupowa), Copa América 2001 (wicemistrzostwo), Złoty Puchar CONCACAF 2003 (mistrzostwo i nagroda dla Najlepszego Bramkarza turnieju), Copa América 2004 (ćwierćfinał), Puchar Konfederacji 2005 (4. miejsce), Złoty Puchar CONCACAF 2007 (wicemistrzostwo) i Copa América 2007 (3. miejsce).